# Kamera Berlinale
Kamera Berlinale je filmařské ocenění udělované každoročně od roku 1986 v rámci Berlínského mezinárodního filmového festivalu (Berlinale). Festival jím oceňuje jednotlivé filmové tvůrce a instituce za jejich mimořádné zásluhy. Je však udělováno pouze těm, kteří v příslušném ročníku nesoutěží se svým filmem. Cenu obvykle získává více než jeden laureát.
Do roku 2003 vytvářel cenu berlínský klenotník David Goldberg. V letech 2004 až 2013 cena pocházela z dílny Georga Hornemanna z Düsseldorfu. Ten také pro Berlinale 2008 vytvořil její novou podobu. Jde o miniaturu skutečné filmové kamery, která se skládá ze 128 jednotlivých stříbrných a titanových součástí, z nichž mnohé jsou pohyblivé.

## Držitelé ceny
- 1986: Gina Lollobrigida, Giulietta Masina, Sydney Pollack, Fred Zinnemann
- 1987: Klaus Maria Brandauer, Elem Klimov, Jack Valenti
- 1988: Richard Attenborough, Chuck Berry, Guglielmo Biraghi, Ellen Burstyn
- 1989: Stephen Frears, Horst Pehnert, Michail Schkalikow, Marc Spiegel
- 1990: Frank Beyer, Martin Landau, Karel Vachek, Bernhard Wicki
- 1991: Francis Ford Coppola, Jane Russellová
- 1992: Hal Roach
- 1993: Victoria Abril, Juliette Binoche, Gong Li, Corinna Harfouch, Johanna ter Steege
- 1995: Eleanor Keaton
- 1996: Tschingis Aitmatow, Sally Fieldová, Jodie Foster, Astrid Henning-Jensen, Volker Noth
- 1997: Lauren Bacall, Ann Hui, Armin Mueller-Stahl, Franz Seitz
- 1998: Carmelo Romero, Curt Siodmak
- 1999: Armen Medwedew, Robert Rodríguez, Meryl Streep
- 2000: Kon Ichikawa, Wolfgang Jacobsen
- 2001: Heinz Badewitz, Kei Kumai
- 2002: Constantin Costa-Gavras, Volker Hassemer, Horst Wendlandt
- 2003: Artur Brauner, Peer Raben, Erika Richter
- 2004: Rolf Bähr, Erika Rabau, Willy Sommerfeld, Regina Ziegler
- 2005: Daniel Day-Lewis, Katrin Saß, Helene Schwarz
- 2006: Michael Ballhaus, Jürgen Böttcher, Laurence Kardish, Hans Helmut Prinzler, Peter B. Schumann
- 2007: Clint Eastwood, Gianni Minà (italský televizní žurnalista a dokumentární filmař), Márta Mészárosová, Dorothea Moritz a Ron Holloway (žurnalisté)
- 2008: Karlheinz Böhm (rakouský herec),[1] Otto Sander (německý  herec)[2]
- 2009: Claude Chabrol (francouzský režisér, scenárista a producent),[3] Manoel de Oliveira (portugalský režisér),[4] Günter Rohrbach (německý filmový producent)[5]
- 2010: Erika a Ulrich Gregorovi (spoluzakladatelé Berlinale-Filmreihe Forum),[6] slévárna Noack (výrobce zlatých medvědů Berlinale),[7] Jódži Yamada (japonský režisér a scenárista)[8]
- 2011: Lia van Leerová (izraelská filmařka),[9] Jérôme Clément (ředitel francouzské televize Arte),[10] Franz Stadler a Rosemarie Stadlerová (provozovatelé kina Filmkunst 66 v berlínské čtvrti Charlottenburg),[11] Harry Belafonte (americký zpěvák a herec)[12]
- 2012: Studio Babelsberg (postupimské filmové studio, u příležitosti 100. výročí založení),[13] Haro Senft (filmový režisér, scenárista a producent, zakladatel Nového německého filmu),[14] Ray Dolby (průkopník zvukotechniky, tvůrce Dolby systému)[15]
- 2013: Rosa von Praunheim (scenárista a dokumentarista),[16] Isabella Rosselliniová (herečka a režisérka)[17]
- 2014: Karl Baumgartner (filmový producent a distributor)[18][19][20]
- 2015: Naum Kleiman (ředitel Moskevského filmového muzea),[21] Marcel Ophüls (dokumentarista),[22] Carlo Petrini a Alice Watersová (kulinářští filmaři)[23]
- 2016: Ben Barenholtz (americký producent nezávislého filmu), Tim Robbins (americký herec),[24] Marlies Kirchnerová (mnichovská provozovatelka kina)[25]